# Frontera entre Tailàndia i Indonèsia
La frontera entre Tailàndia i Indonèsia és totalment marítima i està situada al mar d'Andaman a l'oceà Índic.
El desembre de 1972 es va signar un acord bilateral que fixa la frontera entre la part nord de l'estret de Malaca i el mar d'Andaman com una línia recta traçada a partir d'un punt on les coordenades són la latitud 6° 21'.8 N 97° 54'0 E en direcció oest fins a un punt on les coordenades són latitud 7° 05' 0.8 N longitud 96° 36' 0.5 E.
Per un acord signat el 21 de desembre de 1971, els Governs d'Indonèsia, de Malàisia i de Tailàndia establiren el trifini de llurs fronteres marítimes ; el "punt comí" de les tres fronteres marítimes, situat a 5° 57' N. i 98° 01.5'E. i no està pas determinat sobre la base de l'equidistància perquè està situat en relació amb les línies de base respectives de la següent manera:
- distància amb Indonèsia : 52 MN del Cap Jambu Ayer
- distància amb Malàisia: 98,9 MN de la punta Langkawi
- distància amb Tailàndia: 76,1MN de Ko Butang

Un tractat trilateral ha definit posteriorment el trifini el juny 1978 amb l'Índia al punt 7° 47′ .00″ N, 95° 31′ 48″ E / 7.7833333°N,95.53000°E.